# William Rubin
William Stanley Rubin (* 11. August 1927 in Brooklyn, New York City; † 22. Januar 2006 in Pound Ridge, New York) war ein amerikanischer Kunsthistoriker und Kurator am Museum of Modern Art in New York.

## Leben
Rubin war der älteste von drei Söhnen von Mack and Beatrice Rubin. Er studierte an der Universität von Paris und wurde an der Columbia University in Kunstgeschichte promoviert. Von 1952 bis 1967 war er Professor am Sarah Lawrence College und an der New York University. 1967 wurde er zum Chefkurator am Museum of Modern Art für den Bereich Malerei berufen. Seit 1973 war er auch für die Skulpturensammlung verantwortlich. Die American Academy of Arts and Sciences ernannte ihn 1985 zu ihrem Mitglied. 1988 wurde Rubin emeritiert.
Unter den vielen einflussreichen Ausstellungen, die er organisierte, war unter anderem die Picasso-Retrospektive im Jahr 1980. Diese Ausstellung wurde eine der wichtigsten und erfolgreichsten Ausstellungen in der Geschichte des Museums. Unter seiner Leitung wurden viele berühmte Kunstwerke erworben. Im Einzelnen: Jackson Pollocks „One: Number 31, 1950“ und Barnett Newmans 1950–51 „Vir Heroicus Sublimis“ sowie einige Arbeiten von Anthony Caro.
Eine weitere Erwerbung war Picassos „Guitar“, die Rubin vom Künstler persönlich erhielt. Rubin kaufte auch Picassos „Charnel House“, Joan Mirós „Birth of the World“, sowie zwei Arbeiten von Henri Matisse, „Memory of Oceania“ und „The Swimming Pool“.

## Kuratierte Ausstellungen
- Picasso and Braque – Pioneering Cubism, Museum of Modern Art, New York, 1989, Kunstmuseum Basel, 1990
- Frank Stella – Works from 1970 to 1987, Museum of Modern Art, New York, 1988
- Henri Rousseau, Museum of Modern Art, New York, 1985
- Primitivism in the Art of 20th Century, Museum of Modern Art, New York, 1984
- Pablo Picasso. A retrospective, Museum of Modern Art, New York, 1980
- Cézanne – The Late Work, Museum of Modern Art, New York, 1977
- Dada – Surrealism, and Their Heritage, Museum of Modern Art, New York, 1968